# Denain
Denain település Franciaországban, Nord megyében. Lakosainak száma 20 622 fő (2022. január 1.). Denain Wallers, Wavrechain-sous-Denain, Douchy-les-Mines, Escaudain, Haulchin, Haveluy, Lourches és Oisy községekkel határos.

## Népesség
A település népességének változása:
| Lakosok száma | 20 549 | 19 920 | 19 845 | 19 825 | 19 933 | 19 877 | 20 415 | 20 640 | 20 622 |
|               | 2013   | 2015   | 2016   | 2017   | 2018   | 2019   | 2020   | 2021   | 2022   |